# Monte Anglem
O Monte Anglem é a mais alta montanha da Ilha Stewart, na Nova Zelândia. Fica a 20 km a noroeste de Oban, perto da costa norte da ilha, e atinge 979 m de altitude.